# Acervo Especial - Maysa
Acervo Especial é um álbum de compilação de canções da cantora brasileira Maysa, lançado em 1993 pela BMG. A coletânia faz parte da coleção "Acervo Especial" da BMG, lançada totalmente entre 1993 e 1994, e que em cada edição traz um artista diferente. As canções foram extraídas do álbum Maysa de 1966, com exceção de "What Are You Doing the Rest of Your Life?", que foi extraída de um compacto de 1972.

## Faixas
| #  | Canção                                                                           | Composição                                                                              |
| -- | -------------------------------------------------------------------------------- | --------------------------------------------------------------------------------------- |
| 1  | Fantasia de Trombones: "Demais" / "Meu Mundo Caiu" / "Preciso Aprender a Ser Só" | Tom Jobim / Aloysio de Oliveira \| Maysa \| Marcos Valle / Paulo Sérgio Valle           |
| 2  | "Canto de Ossanha"                                                               | Baden Powell / Vinicius de Moraes                                                       |
| 3  | "As Mesmas Histórias"                                                            | Edu Lobo                                                                                |
| 4  | "Dia das Rosas"                                                                  | Luiz Bonfá / Maria Helena Toledo                                                        |
| 5  | "Canção sem Título"                                                              | Maysa                                                                                   |
| 6  | "Just in Time"                                                                   | Betty Comden / Adolph Green / Jule Styne                                                |
| 7  | "Amor-Paz"                                                                       | Maysa / Vera Brasil                                                                     |
| 8  | "Ne Me Quitte Pas"                                                               | Jacques Brel                                                                            |
| 9  | "Tristeza"                                                                       | Haroldo Lobo / Niltinho Tristeza                                                        |
| 10 | "What Are You Doing the Rest of Your Life?"                                      | Michel Legrand / Alan Bergman / Marilyn Bergman                                         |
| 11 | Fantasia de Cellos: "Primavera" / "Valsa de Eurídice" / "Canção do Amanhecer"    | Carlos Lyra / Vinicius de Moraes \| Vinicius de Moraes \| Edu Lobo / Vinicius de Moraes |
| 12 | "Canto Livre"                                                                    | Bené Nunes / Dulce Nunes                                                                |
| 13 | "Morrer de Amor"                                                                 | Oscar Castro Neves / Luvercy Fiorini                                                    |